# Kloster Geghard
Das Kloster Geghard (armenisch Գեղարդի վանք Geghardi wank) ist ein armenisches Kloster in einer Schlucht am Oberlauf des Azat in der Provinz Kotajk. Charakteristisch sind die teilweise in den Fels gehauenen Räume bzw. die Nutzung von Höhlen. Eigentümlichkeiten der armenischen Baukunst wie Gawit oder Chatschkar sind auch hier anzutreffen. Das Kloster gehört zu den bedeutendsten Zeugnissen der Armenischen Apostolischen Kirche und wurde 2000 in das UNESCO-Welterbe aufgenommen.

## Geschichte

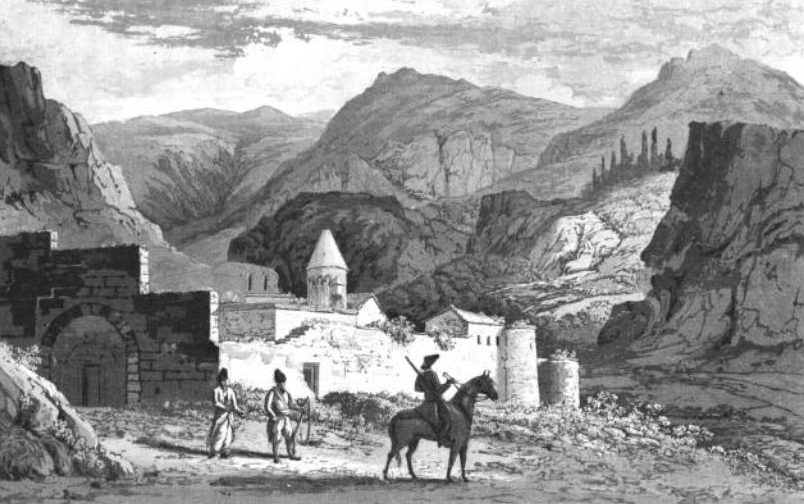
Kloster Geghard, 1818 oder früher

Die Gründung des Klosters im 4. Jahrhundert n. Chr. am Ort einer heidnischen Quelle wird dem Heiligen Gregor, dem Patron der Armenischen Apostolischen Kirche, zugeschrieben. Von den Arabern wurde es im 9. Jahrhundert zerstört, so dass keine Bauten aus dieser Zeit erhalten sind.
Der Neuaufbau begann 1215. Laut einer Inschrift der Hauptkirche gelten die Brüder Ivane und Zakhare als Erbauer, die die Dynastie der Zakharjan begründeten, die im 12. Jahrhundert als Vasallen der Könige von Georgien über Armenien herrschten. Mitte des 13. Jahrhunderts kam das Kloster in den Besitz der Adelsfamilie Proschjan, die dort im Fels ihre Grablege anlegten.
1679 wurde das Kloster durch ein Erdbeben schwer beschädigt. Es blieb verlassen und wurde erst nach der Eroberung Armeniens durch Russland wieder von einigen Mönchen aus Etschmiadsin besiedelt. Erst im 20. Jahrhundert wurde es für den Tourismus wieder restauriert.

## Name
Das Kloster trug ursprünglich den Namen Ajrivank, was Höhlenkloster bedeutet. Der ab dem 13. Jahrhundert bezeugte Name Geghardavank (armenisch Գեղարդավանք) bedeutet „Kloster zur Heiligen Lanze“. Damit ist eine Reliquie der Heiligen Lanze gemeint, die der Apostel Thaddäus ins Land gebracht haben soll und die im Kloster aufbewahrt wurde. Heute befindet sie sich im Museum der Kathedrale von Etschmiadsin.

## Beschreibung

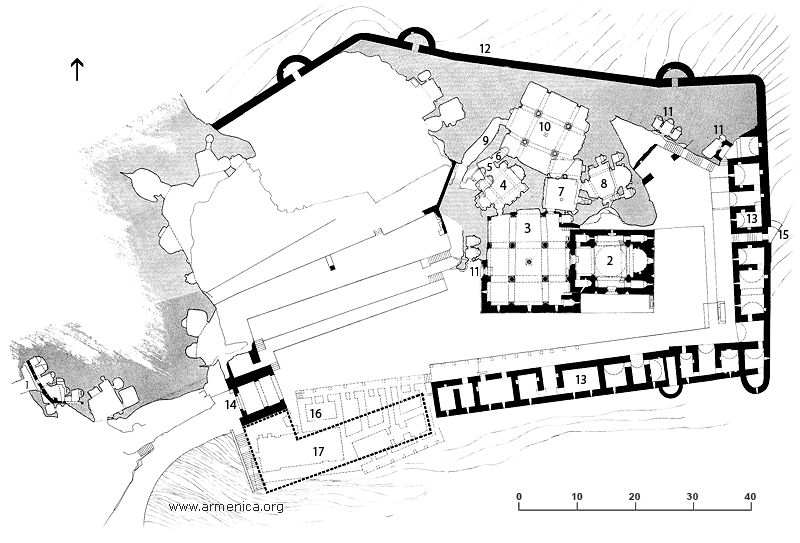
Grundriss des Klosterkomplexes

Der Klosterkomplex ist auf seiner Süd- und Ostseite von Gebäuden (13) abgeschlossen. An seiner Westseite grenzt er an eine Felswand, südlich von der das Haupttor (14) liegt. Ein kleinerer Zugang (15) liegt auf der Ostseite. Auf seiner höher liegenden Nordseite ist das Kloster von einer Mauer (12) geschützt.
Die Hauptkirche (Kathogike, Nr. 2) des Klosters ist der Muttergottes geweiht. Sie ist eine nach Osten ausgerichtete Kreuzkuppelkirche mit vier Eckkapellen und einem Tambour mit Zeltdach. Ihre Vorhalle (Gawit, Nr. 3) ist weitaus größer als die Kirche selber. Vier mächtige Pfeiler stützen die Bögen, mit denen der Gawit in neun Abschnitte unterteilt wird. Über dem größeren Mittelquadrat befindet sich eine Lichtöffnung.
Nördlich der Kathogike und ihres Gawits sind weitere Kirchen und Gawits in den Felsen getrieben. Eine erste Felsenkirche, Avazan-Kirche genannt, ist von der Nordwestecke des Gawits aus zugänglich. Sie wurde 1240 als Erweiterung einer Höhle angelegt, in der sich eine Quelle befand. Sie hat einen nahezu quadratischen Grundriss, in dem durch Säulen und Bögen ein Quadrat eingeschrieben ist. Die Kuppel hat ein Stalaktitengewölbe, das der islamischen Architektur entlehnt ist. In der Kirche befindet sich das Wasserbecken (Avazan), in dem das als wundertätig geltende Wasser der Quelle gesammelt wird.
Von der Nordostecke des Gawits gelangt man in das Zhamatoun, auch Proschjan-Gruft, eine Art von Gawit, das der Bestattung dient. Es wurde 1283 in den Felsen gehauen, ebenso wie die hinter ihm liegende Felsenkirche der Familie Proschjan. Über eine Treppe und einen etwa 2 m breiten und 10 m langen Gang gelangt man von der Westseite des Komplexes aus in das obere Gawit, das ebenfalls der Bestattung dient. Es wurde von Prinz Josch 1288 als Gruft für seine Frau oberhalb der anderen Hohlräume errichtet. In der Nordostecke des Klosters sind mehrere kleine Felskapellen, die man über eine Treppe erreicht, in den Fels gehauen.

## Bilder

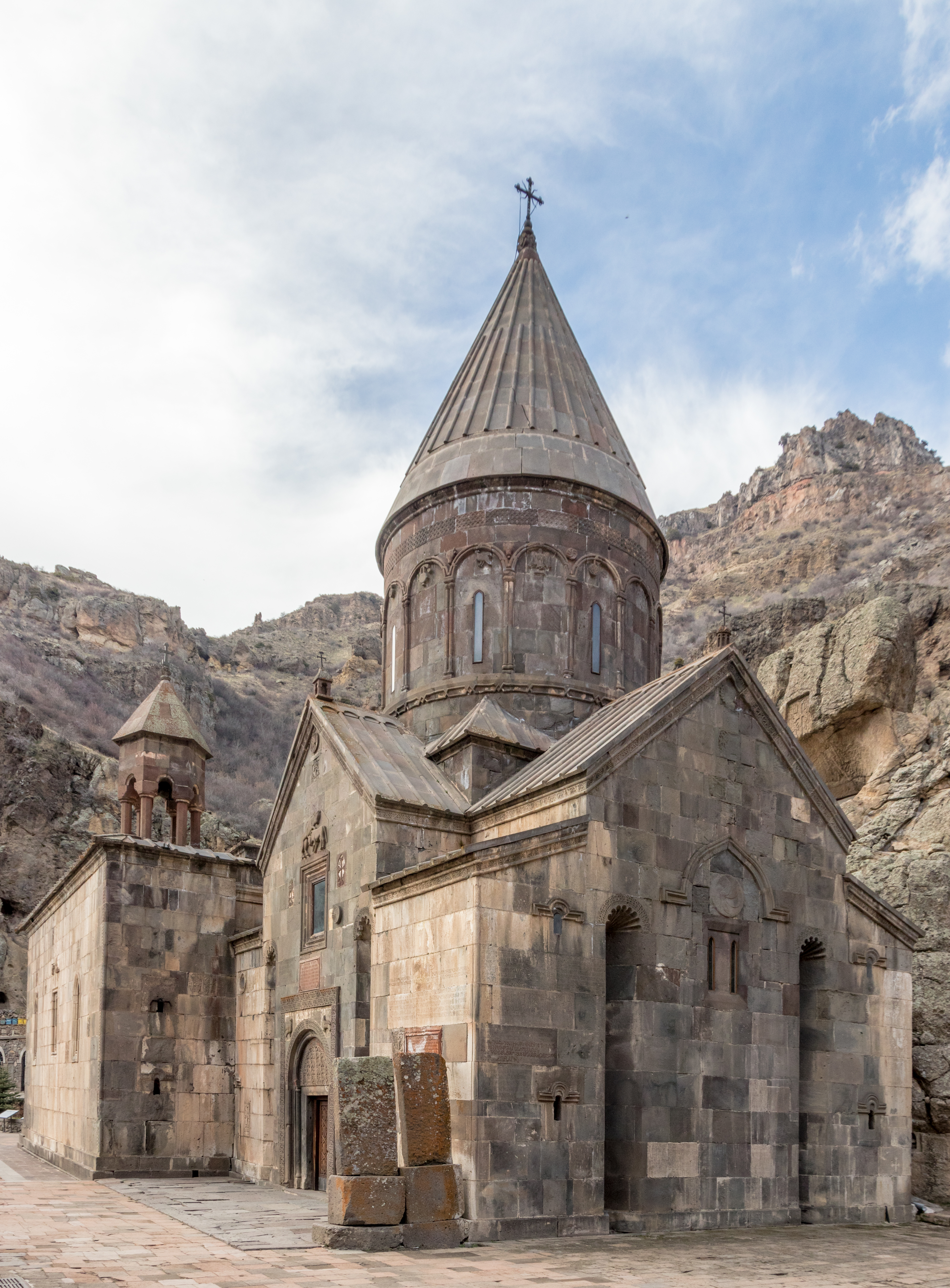
Kathogike
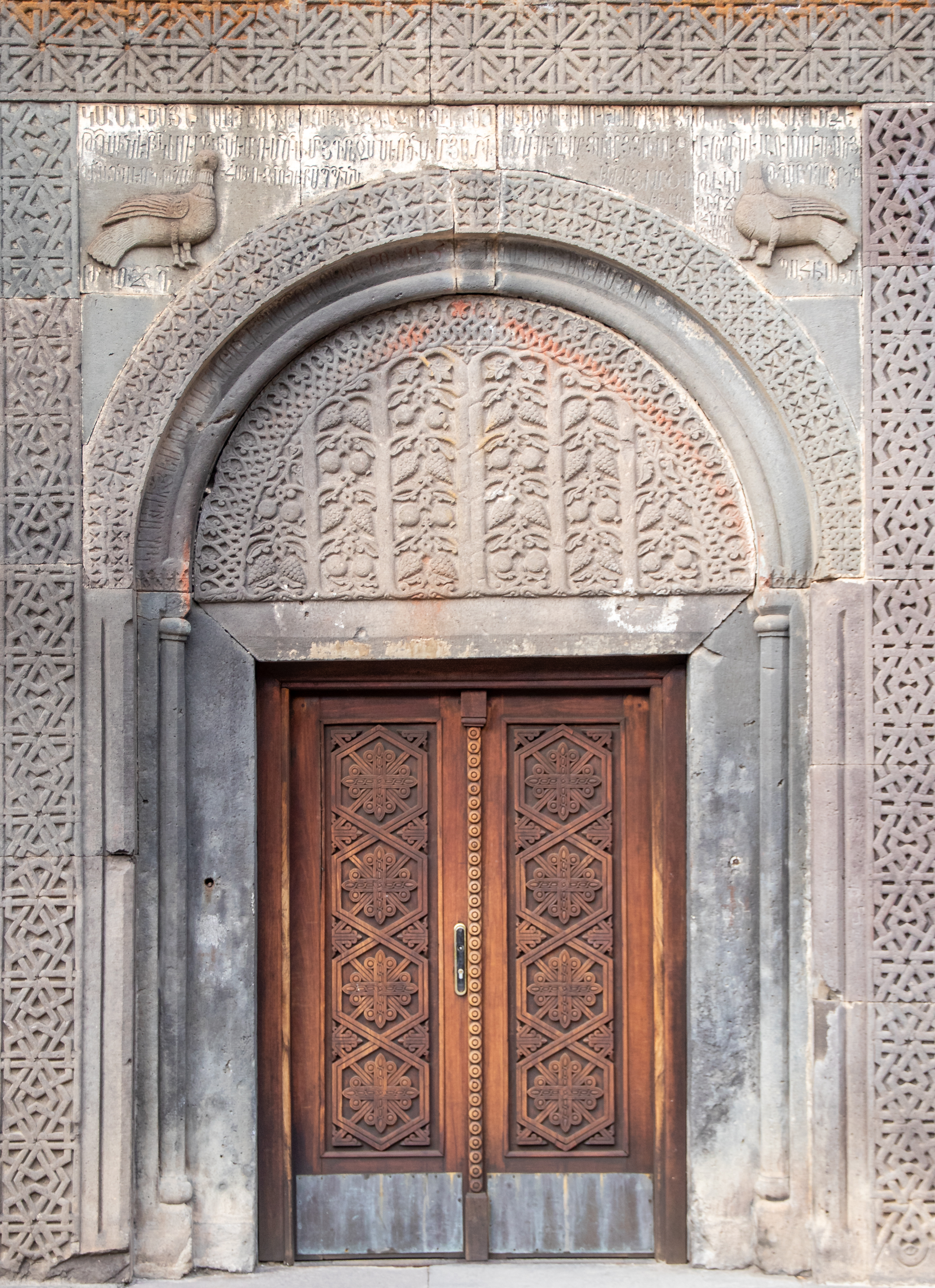
Südportal
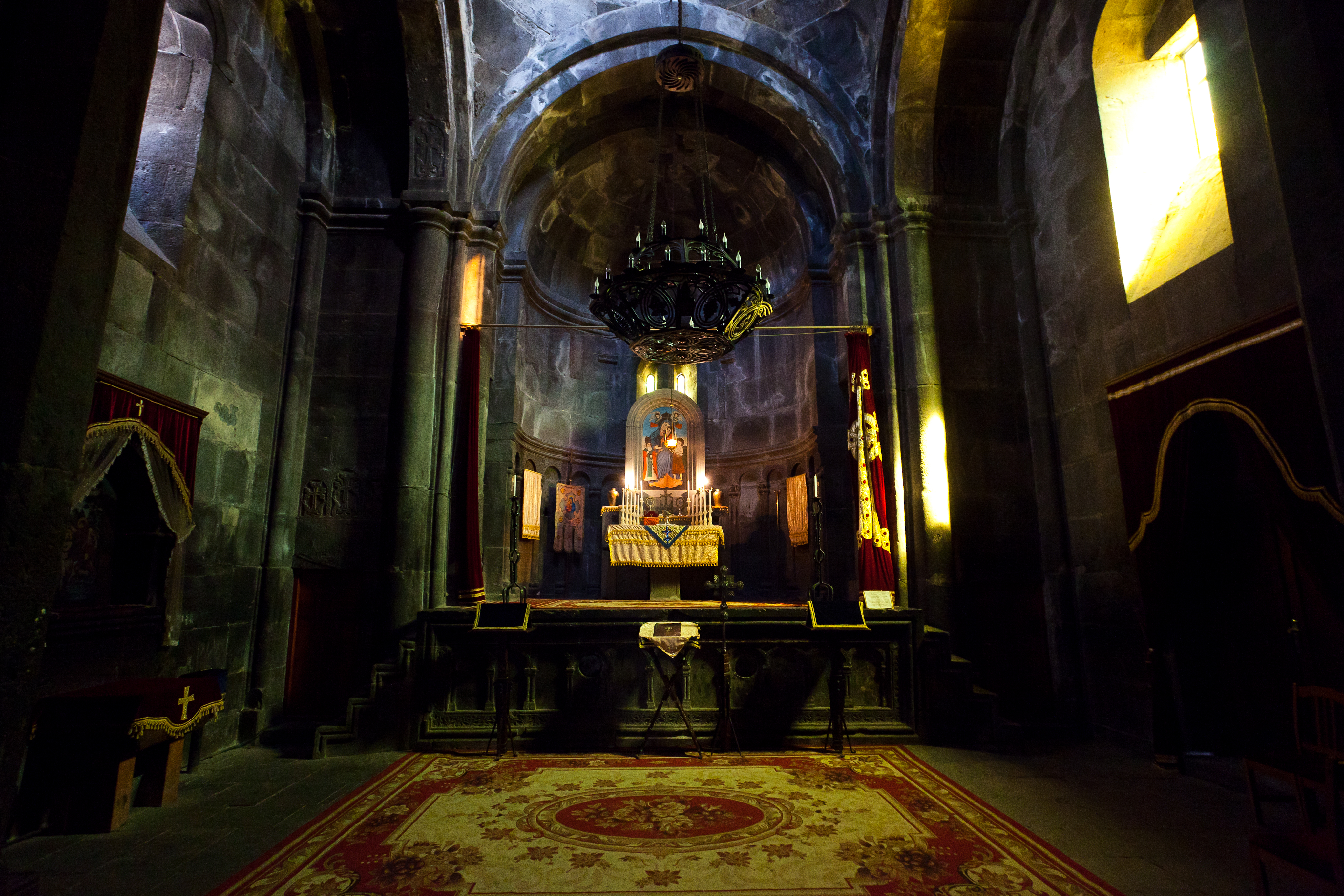
Kircheninneres
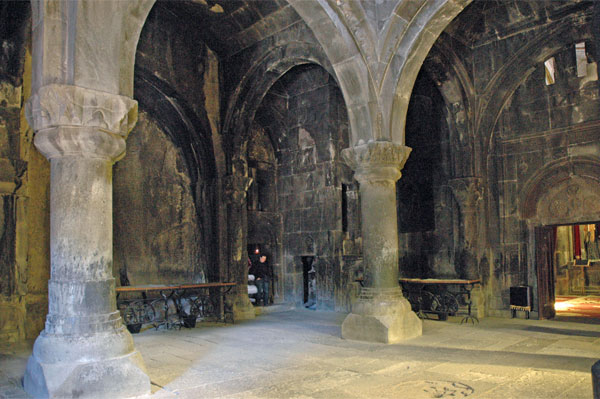
Gawit
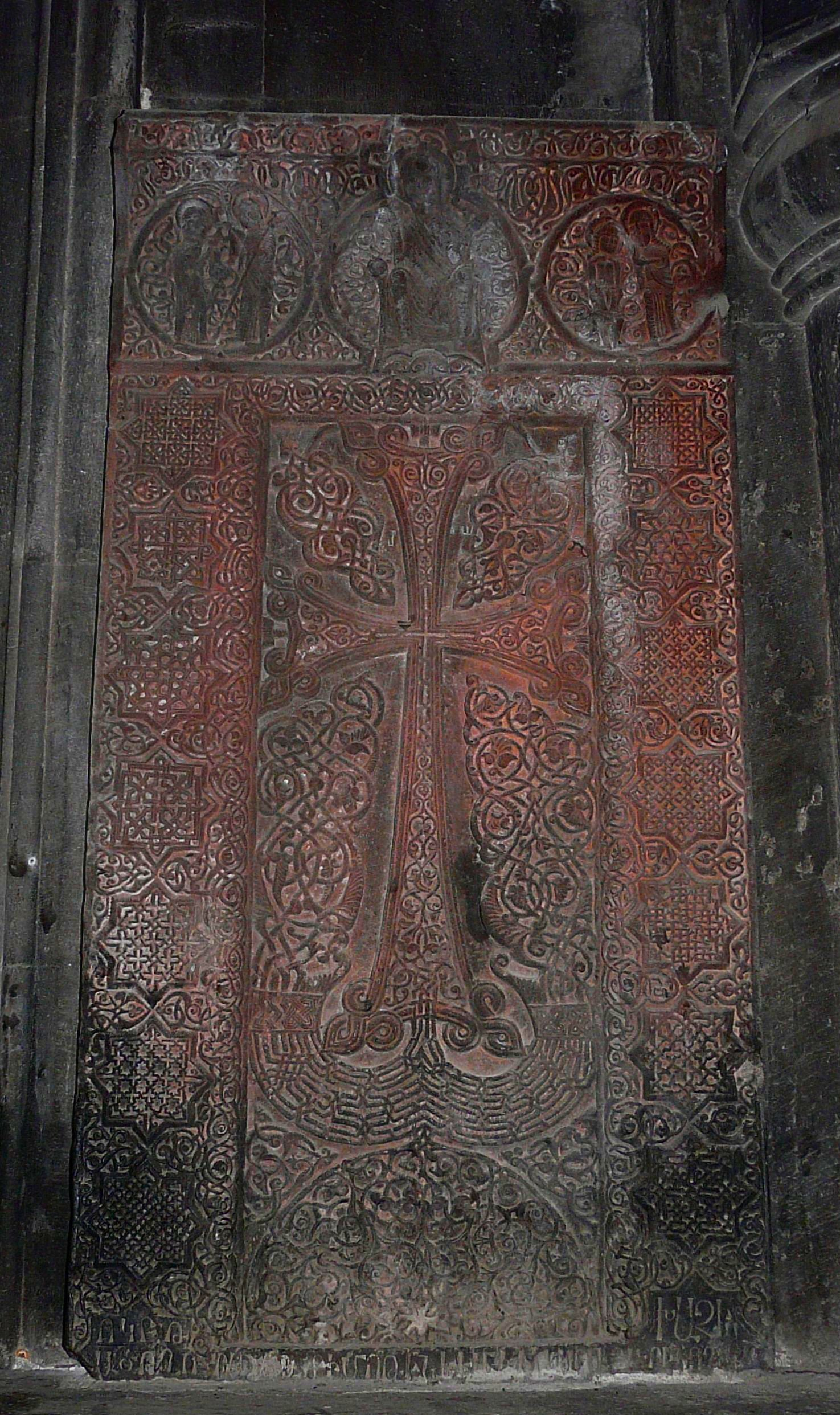
Chatschkar

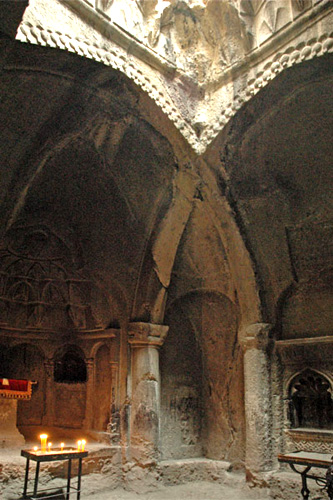
Avazan-Kirche
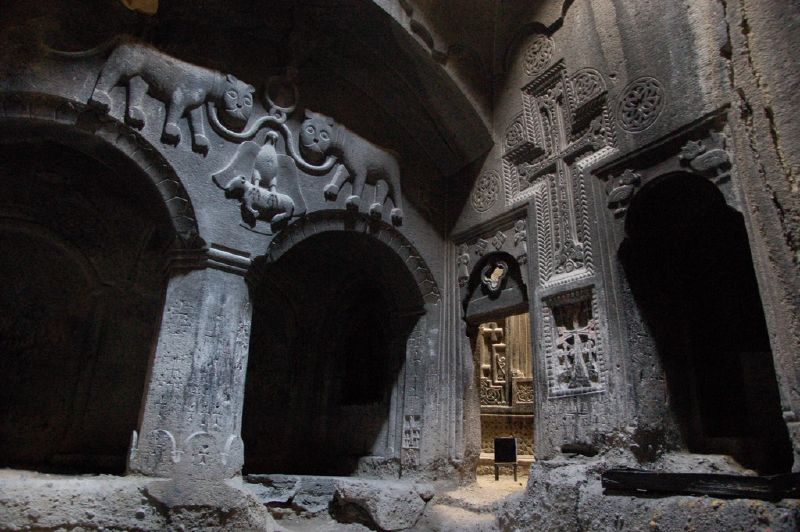
Zhamatoun
Kirche der Proschjan
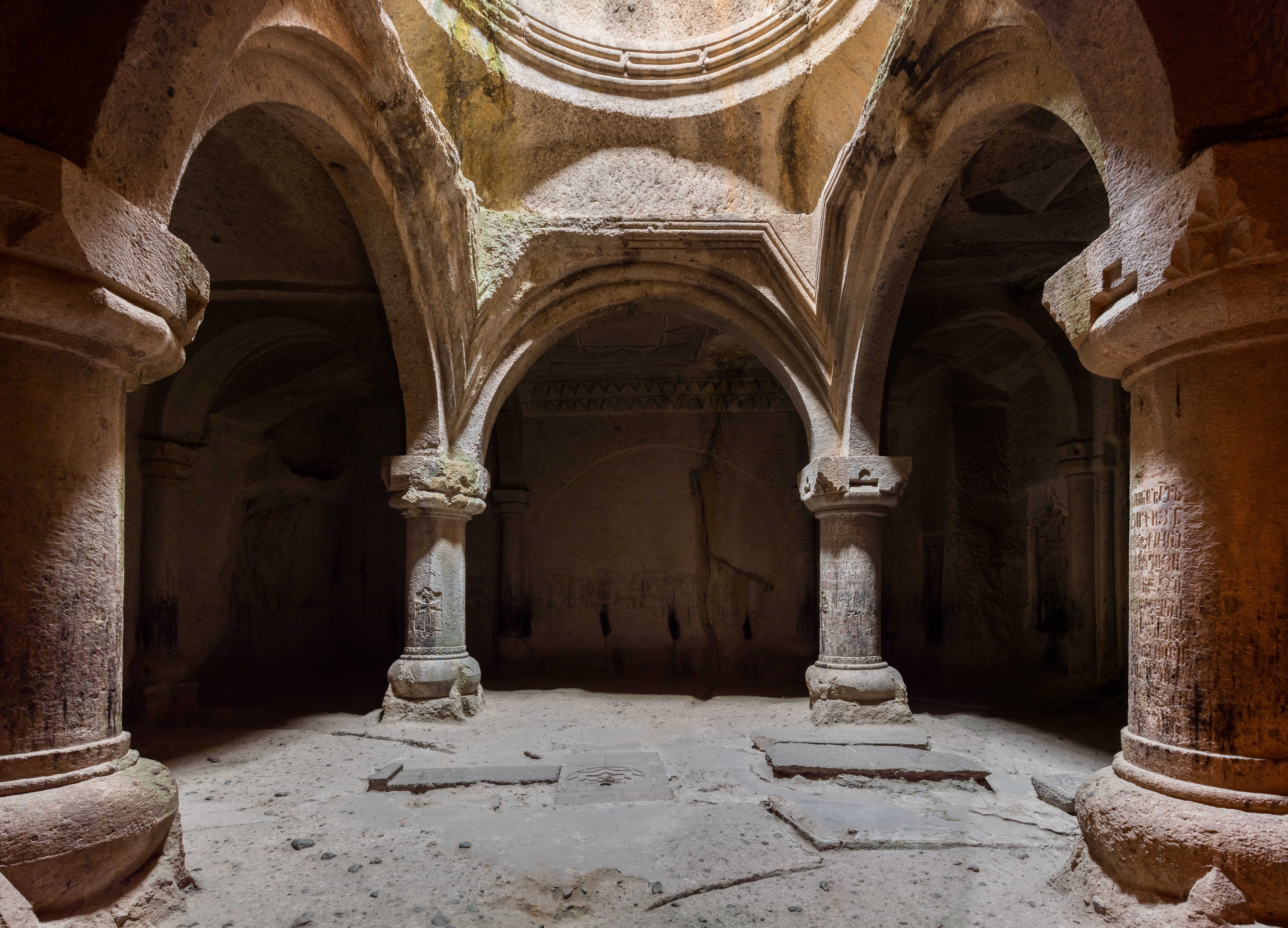
Oberes Gawit
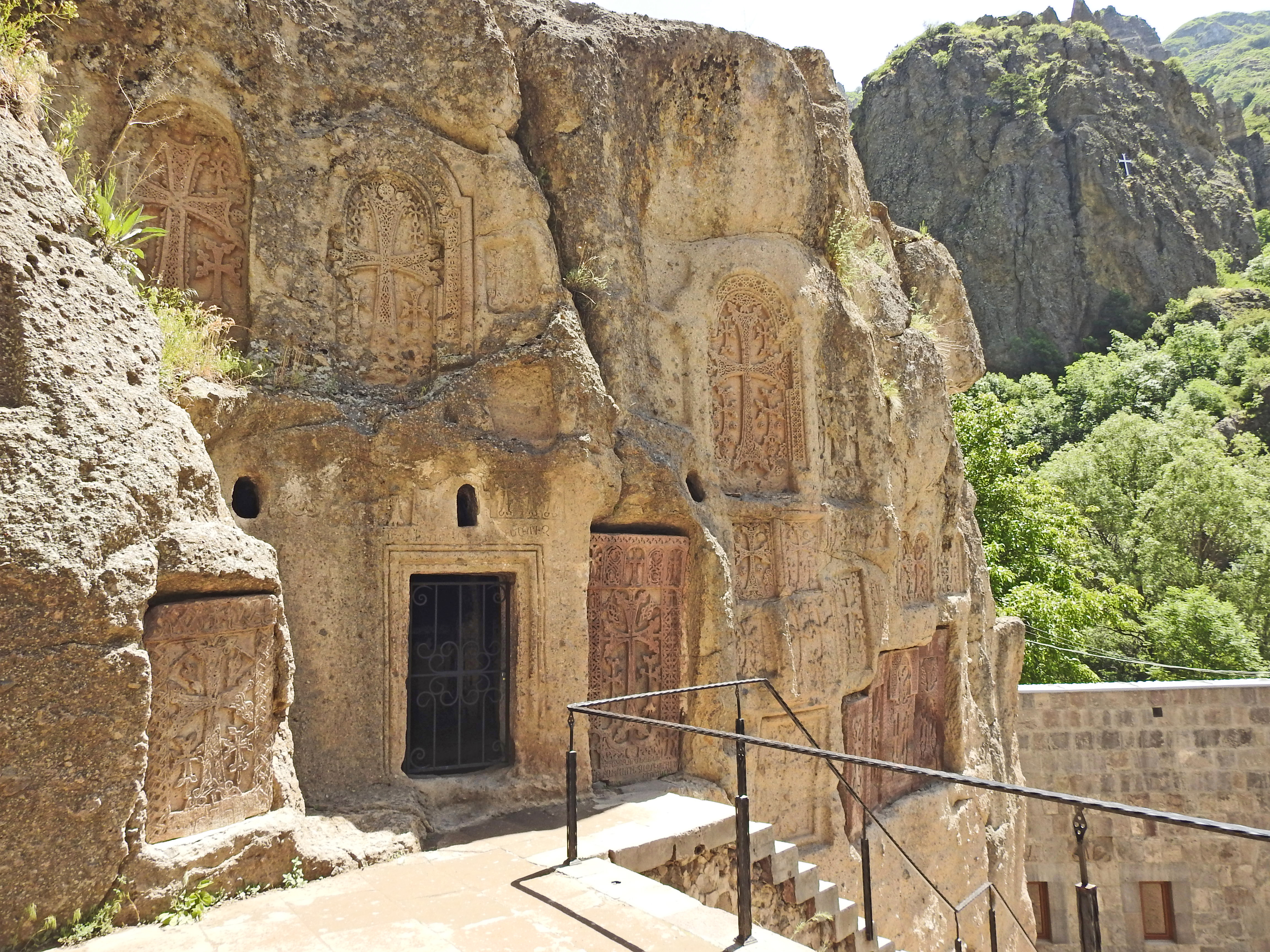
Felsenkapelle mit in den Fels gehauenen Chatschkaren

## Weltkulturerbe

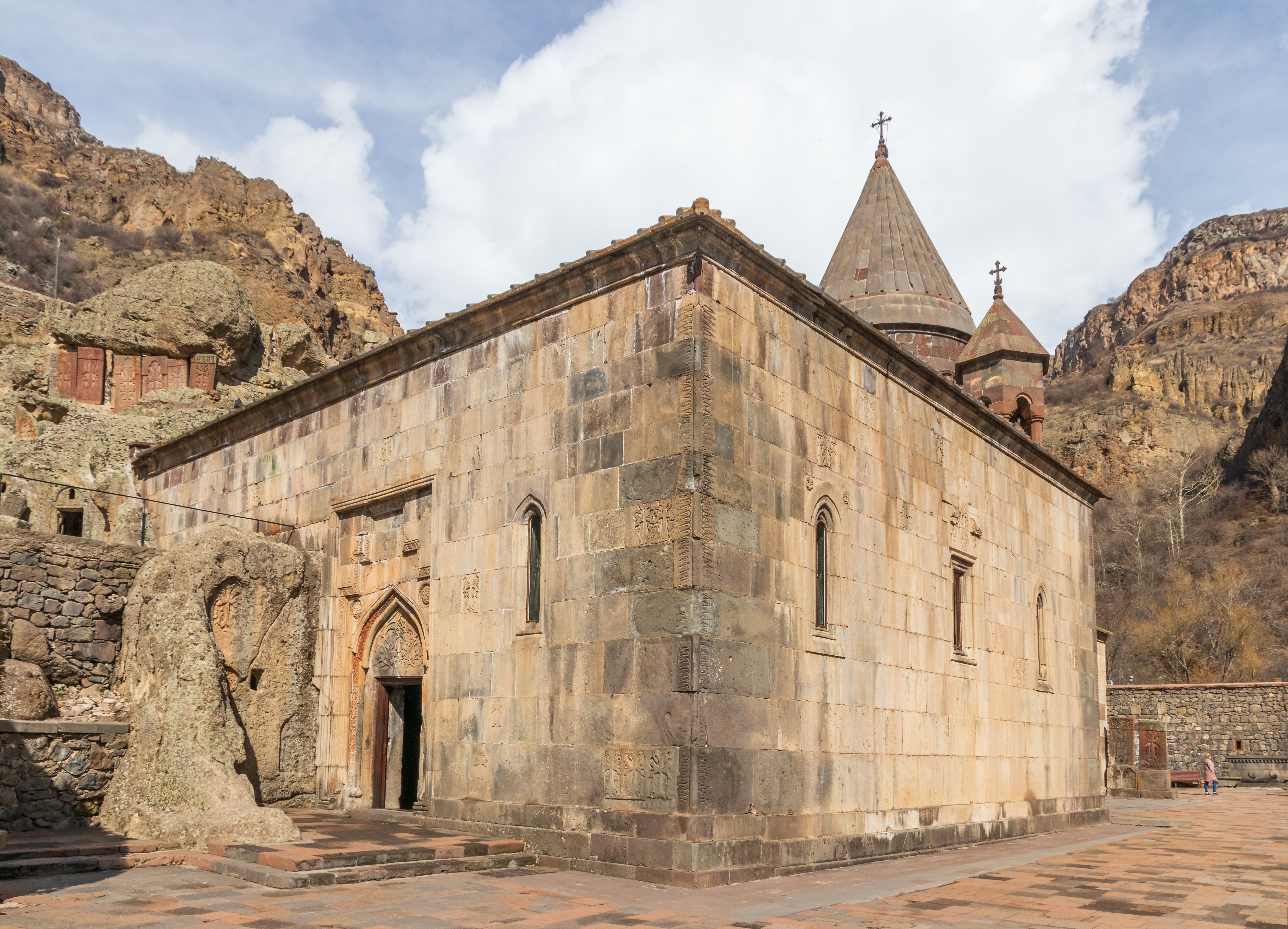
Ansicht von Westen

Das Kloster wurde 2000 aufgrund eines Beschlusses der 24. Sitzung des Welterbekomitees unter der Bezeichnung Kloster von Geghard im Oberen Azat-Tal als Kulturerbestätte in die Liste des UNESCO-Welterbes eingetragen. In der Begründung für die Eintragung heißt es unter anderem:

„Das Kloster von Geghard und das obere Azat-Tal enthält eine Reihe von Kirchen und Gräbern, von denen die meisten in den anstehenden Felsen geschnitten sind, die die armenische mittelalterliche Architektur auf ihrem Höhepunkt veranschaulichen. Der Komplex aus mittelalterlichen Gebäuden liegt am Eingang zum Azat-Tal in einer Landschaft von großer natürlicher Schönheit. Hohe Klippen umgeben den Komplex an der Nordseite, während die Verteidigungsmauer den Rest umgibt.“

Die Eintragung erfolgte aufgrund des Kriteriums (ii).

„(ii): Das Kloster von Geghard mit seinen bemerkenswerten Felsenkirchen und Gräbern ist ein außergewöhnlich gut erhaltenes und vollständiges Beispiel mittelalterlicher armenischer Klosterarchitektur und dekorativer Kunst, mit vielen innovativen Merkmalen, die die nachfolgenden Entwicklungen in der Region tiefgreifend beeinflussten.“

Der Schutzbereich der Welterbestätte hat eine Fläche von 2,7 ha und umfasst das Gelände des Klosters bis zum Fluss. Er ist von einer Pufferzone mit einer Fläche von 40 ha umgeben, die sich beidseitig des Flusses erstreckt.
Es besteht eine UNESCO-Partnerschaft mit dem Kloster Lorsch in Hessen.